# Adenia crassa
Adenia crassa là một loài thực vật có hoa trong họ Lạc tiên. Loài này được Merr. mô tả khoa học đầu tiên năm 1915.